# Falanstério do Saí
Falanstério do Saí ou Colonie industrielle de Saí est une communauté intentionnelle expérimentale fourièriste formée en 1841 par des colons français sur la péninsule de Saí sur les rives de la baie de Babitonga, à proximité de São Francisco do Sul au Brésil.

## Histoire
L'origine de la colonie vient du docteur Benoît Jules Mure, qui s'inspire des idées du philosophe Charles Fourier. Il obtient le soutien d'un homme politique, Francisco de Oliveira Camacho Júnior (pt) et du président de la province de Santa Catarina, Antero José Ferreira de Brito. Ces appuis lui ont été indispensable pour obtenir par la suite une aide financière du gouvernement impérial du Brésil pour le projet.
Cependant, des désaccords vont rapidement surgir entre les colons français et une autre colonie fondée par Michel Derrion près de l'embouchure du rio Palmital, la colonie de Palmital, de nos jours Vila da Glória (pt).
Durant l'année 1841, 217 nouveaux colons arrivent à Falanstério do Saí, ce qui entrainent de plus grands désaccords et des conflits. Parmi les nouveaux arrivants, certains décident de repartir, d'autres se dispersent. Uniquement quatre restent à Palmital et vingt-huit s'installent à Falanstério do Saí. Les désaccords se poursuivent de sorte qu'en 1843 seuls neuf des anciens colons vivent encore à Falanstério do Saí. 
Benoit Mure abandonne l'expérience et part vivre à Rio de Janeiro où il fonde une clinique homéopathique. Il y demeurera de 1843 à 1848.
En 1857, un homme d'affaires du nom de Flores tente une nouvelle renaissance de la colonie dans un but essentiellement commercial, avec des colons portugais originaire de Rio de Janeiro. Les colons étaient, dans leur majorité, charpentiers et maçons, embauchés pour une durée déterminée. Quarante-cinq personnes rejoignent l'établissement, vingt-neuf de manière permanente, en plus de six travailleurs journaliers et de cinq esclaves. L'opération est progressivement abandonnée. En 1864, de la colonie de Falanstério do Saí, il ne restait plus qu'une famille de six personnes.